# Hypotrachyna majoris
Hypotrachyna majoris är en lavart som först beskrevs av Vain., och fick sitt nu gällande namn av Hale. Hypotrachyna majoris ingår i släktet Hypotrachyna och familjen Parmeliaceae.   Inga underarter finns listade i Catalogue of Life.